# Pàtera de Minerva

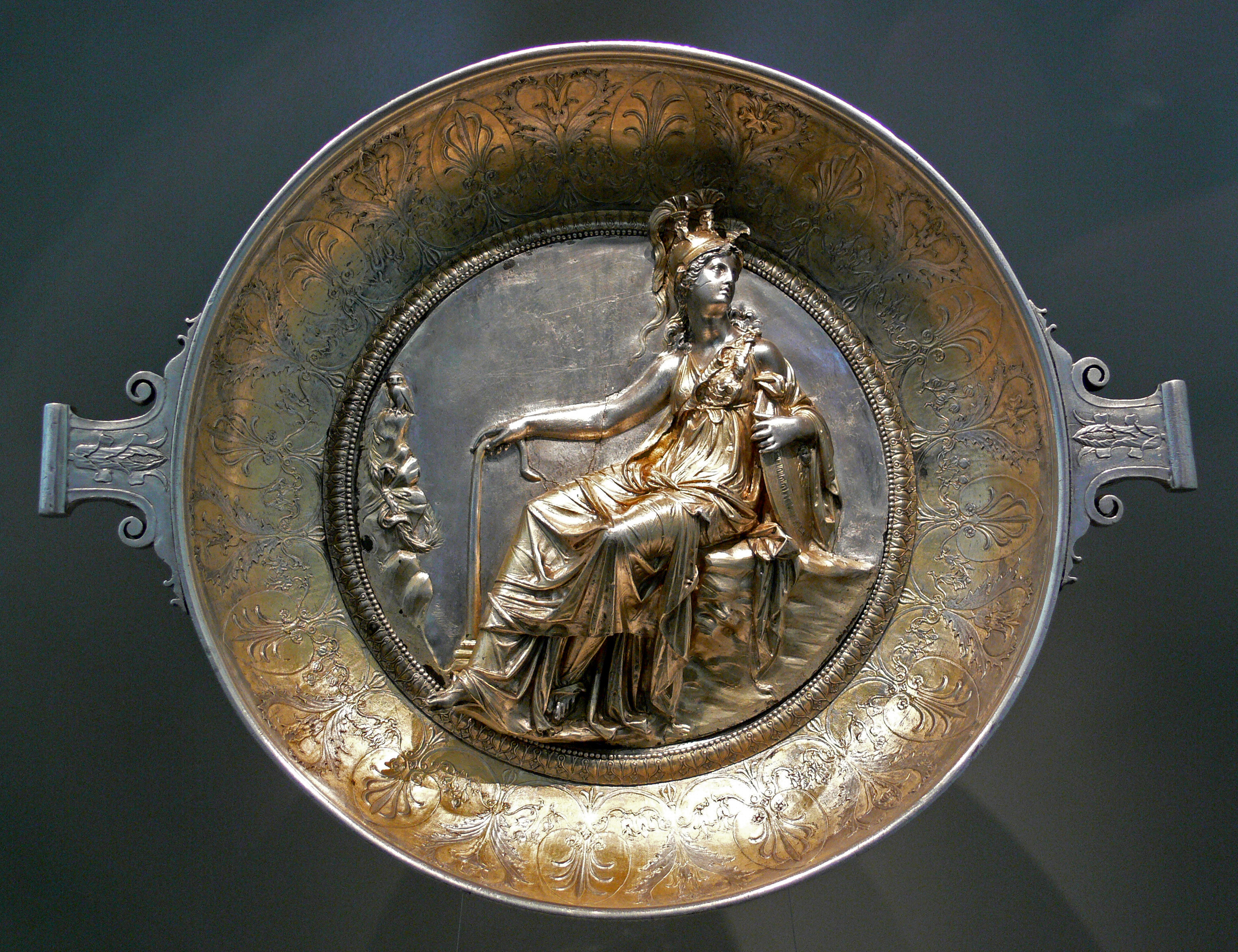
Fotografia de la Pàtera de Minerva que s'exhibeix al Museu de Pèrgam de Berlín

Ubicació de Hildesheim a Alemanya

La Pàtera de Minerva és una pàtera d'argent daurat que data del segle i, que fou elaborada per orfebres de l'Imperi romà; la van trobar el 17 d'octubre del 1868, a Hildesheim, ciutat situada al sud de l'estat federat de Baixa Saxònia (Alemanya), juntament amb 60 objectes d'or que formen part de l'anomenat Tresor de Hildesheim.

## Simbologia
Es tracta d'una pàtera, un plat de poc fons que s'emprava en cerimònies i ritus religiosos de l'Antiguitat, com ara en la libació, i que iconogràficament conté elements hel·lenístics. Es creu que la pàtera i la resta del tresor formava part del servei de taula d'un comandant romà, segurament Publi Quintili Var.

## Característiques
- Forma: pàtera.
- Material: argent daurat.
- Context i estil: romanohel·lenístic.
- Tècnica: repussat, fosa amb cera perduda.
- Iconografia: representació de Minerva asseguda en un tron de pedra, duent bastó i escut, i una túnica; hi apareix un mussol, animal consagrat a la dea.(1)
- Pes: 2,388 quilograms.
- Diàmetre: 25 centímetres.
- Profunditat: 7,1 centímetres.

## Conservació
La peça es mostra al Museu de Pèrgam de Berlín.(1)

## Referència
1. ↑  Berlin, Staatliche Museen zu. «Staatliche Museen zu Berlin: Fehler 404» (en alemany). [Consulta: 14 abril 2024].